# Tenterden
Tenterden – miasto w południowo-wschodniej Anglii, w hrabstwie Kent, w dystrykcie (borough) Ashford.
Miasteczko posiada własną rozgłośnię radiową, która swym zasięgiem obejmuje cały dystrykt Ashford. Wydawana jest tu lokalna gazeta - tygodnik Kentish Express oraz dwie darmowe gazetki.

## Historia
Miasto zaczęło się rozrastać od XIV wieku wokół przemysłu odzieżowego, jak również dzięki bliskości morza. Drzewa z pobliskich lasów wykorzystywane były do produkcji statków, dzięki tym dwóm czynnikom Tenterden w 1449 r. dołączył do konfederacji Cinque Ports.
W 1521 roku w miasteczku założono szkołę.